# Liste der Baudenkmale in Stadtoldendorf
In der Liste der Baudenkmale in Stadtoldendorf sind die Baudenkmale der niedersächsischen Stadt Stadtoldendorf im Landkreis Holzminden aufgelistet.

## Allgemein
In den Spalten befinden sich folgende Informationen:
- Lage: die Adresse des Baudenkmales und die geographischen Koordinaten. Kartenansicht, um Koordinaten zu setzen. In der Kartenansicht sind Baudenkmale ohne Koordinaten mit einem roten Marker dargestellt und können in der Karte gesetzt werden. Baudenkmale ohne Bild sind mit einem blauen Marker gekennzeichnet, Baudenkmale mit Bild mit einem grünen Marker.
- Bezeichnung: Bezeichnung des Baudenkmales
- Beschreibung: die Beschreibung des Baudenkmales. Unter § 3 Abs. 2 NDSchG werden Einzeldenkmale und unter § 3 Abs. 3 NDSchG Gruppen baulicher Anlagen und deren Bestandteile ausgewiesen.
- ID: die Objekt-ID des Baudenkmales
- Bild: ein Bild des Baudenkmales, ggf. zusätzlich mit einem Link zu weiteren Fotos des Baudenkmals im Medienarchiv Wikimedia Commons. Wenn man auf das Kamerasymbol klickt, können Fotos zu Baudenkmalen aus dieser Liste hochgeladen werden:

## Stadtoldendorf

### Gruppe: Bahnhof Stadtoldendorf
Die Gruppe „Bahnhof Stadtoldendorf“ hat die ID 26974104.

| Lage                                        | Bezeichnung            | Beschreibung    | ID       | Bild |
| ------------------------------------------- | ---------------------- | --------------- | -------- | ---- |
| Bahnhofstraße 1 51° 52′ 52″ N, 9° 37′ 14″ O | Bahnhof Stadtoldendorf | Empfangsgebäude | 26805063 |      |
| Bahnhofstraße 51° 52′ 53″ N, 9° 37′ 13″ O   | Bahnhof Stadtoldendorf | Toilettenhaus   | 26805047 |      |

### Gruppe: Wohnhäuser, Hagentorstr. 1 und 3
Die Gruppe „Wohnhäuser, Hagentorstr. 1 und 3“ hat die ID 26974126.

| Lage                                        | Bezeichnung                    | Beschreibung | ID       | Bild |
| ------------------------------------------- | ------------------------------ | ------------ | -------- | ---- |
| Hagentorstraße 3 51° 53′ 3″ N, 9° 37′ 39″ O | Revierförsterei Stadtoldendorf | Forsthaus    | 26802942 | BW   |
| Hagentorstraße 1 51° 53′ 3″ N, 9° 37′ 39″ O | Wohnhaus                       |              | 26802925 | BW   |
| Hagentorstraße 1 51° 53′ 3″ N, 9° 37′ 39″ O | Keller                         |              | 26807380 | BW   |
| Hagentorstraße 1 51° 53′ 3″ N, 9° 37′ 39″ O | Scheune/Stall                  |              | 26808190 | BW   |
| Hagentorstraße 51° 53′ 3″ N, 9° 37′ 38″ O   | Turm (Bauwerk)                 |              | 26805386 |      |

### Gruppe: Wohnhäuser Heiße Straße 5–11
Die Gruppe „Wohnhäuser Heiße Straße 5–11“ hat die ID 26974027.

| Lage                                       | Bezeichnung | Beschreibung | ID       | Bild |
| ------------------------------------------ | ----------- | ------------ | -------- | ---- |
| Heiße Straße 7 51° 53′ 5″ N, 9° 37′ 27″ O  | Wohnhaus    |              | 26803023 | BW   |
| Heiße Straße 9 51° 53′ 5″ N, 9° 37′ 26″ O  | Wohnhaus    |              | 26803039 | BW   |
| Heiße Straße 11 51° 53′ 5″ N, 9° 37′ 26″ O | Wohnhaus    |              | 26803055 | BW   |

### Gruppe: Ehem. Hofanlage, Küselbrink 1
Die Gruppe „Ehem. Hofanlage, Küselbrink 1“ hat die ID 26974049.

| Lage                                                | Bezeichnung        | Beschreibung         | ID       | Bild |
| --------------------------------------------------- | ------------------ | -------------------- | -------- | ---- |
| Herrensitz von Campe 1 51° 53′ 5″ N, 9° 37′ 22″ O   | Camphof            | Herrenhaus (Bauwerk) | 26803071 |      |
| Herrensitz von Campe 3/4 51° 53′ 5″ N, 9° 37′ 24″ O | Wohnhaus           |                      | 26802975 | BW   |
| Herrensitz von Campe 2 51° 53′ 4″ N, 9° 37′ 24″ O   | Wirtschaftsgebäude |                      | 26802960 | BW   |

### Gruppe: Ehem. Mühle, Mühlenanger 5
Die Gruppe „Ehem. Mühle, Mühlenanger 5“ hat die ID 26974071.

| Lage                                     | Bezeichnung | Beschreibung | ID       | Bild |
| ---------------------------------------- | ----------- | ------------ | -------- | ---- |
| Mühlenanger 5 51° 53′ 9″ N, 9° 37′ 29″ O | Wassermühle | Treppmühle   | 26803392 |      |

### Gruppe: Neue Straße 12, 14 / Ratsbleiche 2
Die Gruppe „Neue Straße 12, 14 / Ratsbleiche 2“ hat die ID 26974115.

| Lage                                       | Bezeichnung | Beschreibung | ID       | Bild |
| ------------------------------------------ | ----------- | ------------ | -------- | ---- |
| Ratsbleiche 2 51° 52′ 54″ N, 9° 37′ 38″ O  | Wohnhaus    |              | 26803570 | BW   |
| Neue Straße 12 51° 52′ 54″ N, 9° 37′ 39″ O | Wohnhaus    |              | 26803407 | BW   |
| Neue Straße 14 51° 52′ 54″ N, 9° 37′ 40″ O | Wohnhaus    |              | 26803423 | BW   |

### Gruppe: Hofanlage Pikenhagen 8
Die Gruppe „Hofanlage Pikenhagen 8“ hat die ID 26974038.

| Lage                                    | Bezeichnung              | Beschreibung | ID       | Bild |
| --------------------------------------- | ------------------------ | ------------ | -------- | ---- |
| Pikenhagen 8 51° 53′ 4″ N, 9° 37′ 28″ O | Wohn-/Wirtschaftsgebäude |              | 26803521 | BW   |
| Pikenhagen 8 51° 53′ 4″ N, 9° 37′ 28″ O | Nebengebäude             |              | 26803537 | BW   |

### Gruppe: Stadtbefestigung Stadtoldendorf
Die Gruppe „Stadtbefestigung Stadtoldendorf“ hat die ID 26974060.

| Lage                                      | Bezeichnung | Beschreibung | ID       | Bild |
| ----------------------------------------- | ----------- | ------------ | -------- | ---- |
| Pfarrstraße 2 51° 52′ 58″ N, 9° 37′ 36″ O | Stadtmauer  |              | 26803473 | BW   |

### Einzeldenkmale
| Lage                                          | Bezeichnung              | Beschreibung                                                                                                 | ID       | Bild           |
| --------------------------------------------- | ------------------------ | --- | -------- | -------------- |
| Am Försterberg 51° 53′ 7″ N, 9° 37′ 36″ O     | Stadtmauer               | | 26804895 | BW             |
| Am Försterberg 51° 53′ 7″ N, 9° 37′ 39″ O     | Försterbergturm          | Turm (Bauwerk)                                                                                               | 26804878 | Weitere Bilder |
| Am Försterberg 51° 53′ 6″ N, 9° 37′ 39″ O     | Stadtmauer               | | 26804909 | BW             |
| Pfarrstraße 2 51° 52′ 57″ N, 9° 37′ 33″ O     | Stadtmauer               | | 26803473 | BW             |
| Amtsstraße 4 51° 52′ 58″ N, 9° 37′ 27″ O      | Stadtmauer               | | 26804940 | BW             |
| An der Mauer 51° 53′ 1″ N, 9° 37′ 20″ O       | Stadtmauer               | | 26804971 |                |
| Baustraße 20 51° 53′ 3″ N, 9° 37′ 20″ O       | Stadtmauer               | | 26805149 |                |
| An der Mauer 51° 53′ 8″ N, 9° 37′ 30″ O       | Stadtmauer               | | 26804984 | BW             |
| Amtsstraße 4 51° 52′ 59″ N, 9° 37′ 28″ O      | Amtsgericht              | Amtsgericht Stadtoldendorf                                                                                   | 26804923 | BW             |
| Amtsstraße 8/10 51° 52′ 58″ N, 9° 37′ 31″ O   | Leitzenhaus              | Pfarrhaus | 26804954 | BW             |
| Am Güterbahnhof 51° 52′ 52″ N, 9° 37′ 11″ O   | Bahnhof Stadtoldendorf   | Güterschuppen                                                                                                | 26805031 |                |
| Bahnhofstraße 8 51° 52′ 51″ N, 9° 37′ 18″ O   | Wohnhaus                 | | 26805081 | BW             |
| Baustraße 8 51° 53′ 2″ N, 9° 37′ 24″ O        | Wohnhaus                 | | 26805098 | BW             |
| Baustraße 11 51° 53′ 2″ N, 9° 37′ 23″ O       | Wohnhaus                 | | 26805115 | BW             |
| Baustraße 14 51° 53′ 3″ N, 9° 37′ 22″ O       | Wohnhaus                 | | 26806531 | BW             |
| Baustraße 20 51° 53′ 3″ N, 9° 37′ 19″ O       | Stockhäuser Hof          | Herrenhaus (Bauwerk)                                                                                         | 26805132 | BW             |
| Bei der Kirche 16 51° 53′ 1″ N, 9° 37′ 34″ O  | Wohn-/Wirtschaftsgebäude | | 26805197 | BW             |
| Bei der Kirche 1 51° 53′ 0″ N, 9° 37′ 32″ O   | Remise                   | | 26805163 | BW             |
| Bei der Kirche 3 51° 53′ 0″ N, 9° 37′ 32″ O   | Schule                   | | 26805180 | BW             |
| Bei der Kirche 5 51° 53′ 1″ N, 9° 37′ 33″ O   | Wohnhaus                 | | 26807348 | BW             |
| Braaker Straße 11 51° 52′ 53″ N, 9° 37′ 21″ O | Villa                    | | 26805231 |                |
| Braaker Straße 11 51° 52′ 53″ N, 9° 37′ 20″ O | Einfriedung              | | 26784743 |                |
| Braaker Straße 51° 52′ 54″ N, 9° 37′ 17″ O    | Standbild                | Anneke Mey                                                                                                   | 26805214 |                |
| Breite Gasse 2 51° 53′ 2″ N, 9° 37′ 35″ O     | Wohn-/Wirtschaftsgebäude | | 26805250 | BW             |
| Burgtorstraße 6 51° 53′ 5″ N, 9° 37′ 32″ O    | Wohn-/Wirtschaftsgebäude | | 26805267 | BW             |
| Burgtorstraße 19 51° 53′ 6″ N, 9° 37′ 31″ O   | Wohnhaus                 | | 26805284 | BW             |
| Deenser Straße 51° 52′ 57″ N, 9° 37′ 5″ O     | Jüdischer Friedhof       | Jüdischer Friedhof Stadtoldendorf                                                                            | 26805301 |                |
| Gr. Homburg 51° 54′ 6″ N, 9° 38′ 34″ O        | Ruine Homburg            | Burg Homburg                                                                                                 | 26805317 | Weitere Bilder |
| Hagentorstraße 1 51° 53′ 5″ N, 9° 37′ 39″ O   | Grotte                   | | 26807399 | BW             |
| Hagentorstraße 51° 53′ 2″ N, 9° 37′ 39″ O     | Brunnen                  | Bärenbrunnen                                                                                                 | 26805403 | BW             |
| Hagentorstraße 4 51° 53′ 1″ N, 9° 37′ 42″ O   | Scheune                  | | 26805352 | BW             |
| Hagentorstraße 15 51° 53′ 0″ N, 9° 37′ 52″ O  | Kirche (Bauwerk)         | Ehemalige katholische Herz-Jesu-Kapelle katholische Herz-Jesu-Kapelle von 1911, heute als Pfarrheim genutzt. | 26805335 |                |
| Heiße Straße 6 51° 53′ 5″ N, 9° 37′ 28″ O     | Wohnhaus                 | | 26803006 | BW             |
| Himmelreich 1 51° 53′ 5″ N, 9° 37′ 33″ O      | Wohnhaus                 | | 26806545 | BW             |
| Kellbergstraße 51° 53′ 11″ N, 9° 38′ 32″ O    | Kellbergturm             | Aussichtsturm                                                                                                | 26803106 | Weitere Bilder |
| Kellbergstraße 51° 53′ 5″ N, 9° 38′ 19″ O     | Wasserbehälter           | | 26803123 | BW             |
| Kellbergstraße 52 51° 53′ 0″ N, 9° 38′ 16″ O  | Sperberhaus              | Wohnhaus | 26807815 | BW             |
| Kellbergstraße 52 51° 53′ 1″ N, 9° 38′ 16″ O  | Sperberhaus              | Garage | 26784796 | BW             |
| Kellerstraße 51° 53′ 3″ N, 9° 37′ 29″ O       | Brunnen                  | | 26803142 | BW             |
| Kellerstraße 9 51° 53′ 3″ N, 9° 37′ 29″ O     | Ratskeller               | Gaststätte                                                                                                   | 26803158 | BW             |
| Kirchstraße 51° 52′ 59″ N, 9° 37′ 31″ O       | Kirche (Bauwerk)         | Dionyskirche Stadtoldendorf                                                                                  | 26803207 |                |
| Kirchstraße 51° 52′ 59″ N, 9° 37′ 30″ O       | Kreuzstein               | | 26803191 |                |
| Kirchstraße 51° 53′ 0″ N, 9° 37′ 30″ O        | Kreuzstein               | | 26803175 |                |
| Kirchstraße 4 51° 53′ 1″ N, 9° 37′ 30″ O      | Rathaus                  | | 26803224 |                |
| Küselbrink 2 51° 53′ 4″ N, 9° 37′ 24″ O       | Wohn-/Wirtschaftsgebäude | | 26803241 | BW             |
| Mardieksweg 51° 53′ 29″ N, 9° 38′ 32″ O       | Schützenhaus             | Waldgaststätte Mittendorff's Park                                                                            | 26803275 | BW             |
| Markt 1 51° 53′ 4″ N, 9° 37′ 31″ O            | Wohn-/Geschäftshaus      | | 26803294 | BW             |
| Markt 1 51° 53′ 3″ N, 9° 37′ 31″ O            | Brunnen                  | Marktbrunnen                                                                                                 | 26803311 |                |
| Markt 3 51° 53′ 4″ N, 9° 37′ 32″ O            | Wohnhaus                 | | 26803328 | BW             |
| Neue Straße 17 51° 52′ 55″ N, 9° 37′ 34″ O    | Wohnhaus                 | | 26803439 | BW             |
| Neue Straße 24 51° 52′ 53″ N, 9° 37′ 46″ O    | Villa                    | | 26803456 | BW             |
| Pfarrstraße 2 51° 52′ 59″ N, 9° 37′ 35″ O     | Pfarrhaus                | | 26803488 |                |
| Pfarrstraße 14 51° 52′ 58″ N, 9° 37′ 44″ O    | Pfarrhaus                | | 26803504 | BW             |
| Pikenhagen 10 51° 53′ 4″ N, 9° 37′ 27″ O      | Wohn-/Wirtschaftsgebäude | | 26803553 | BW             |
| Stiftstraße 1 51° 52′ 56″ N, 9° 37′ 31″ O     | Zum heiligen Geist       | Stift | 26805420 | BW             |
| Stiftstraße 4 51° 52′ 58″ N, 9° 37′ 32″ O     | Stadthaus                | Wohnhaus | 26805438 | BW             |
| Teichtorstraße 20 51° 52′ 58″ N, 9° 37′ 22″ O | Wolff`sche Villa         | Villa | 26805454 |                |